# FA Cup 1886/87

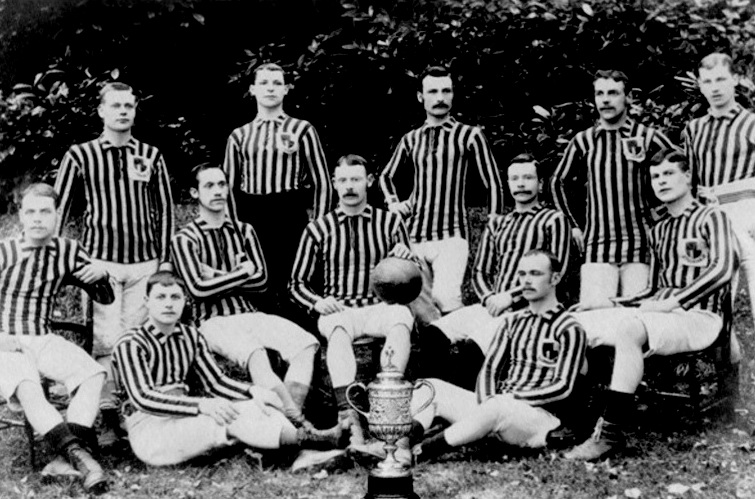
Die Siegermannschaft von Aston Villa (1887).

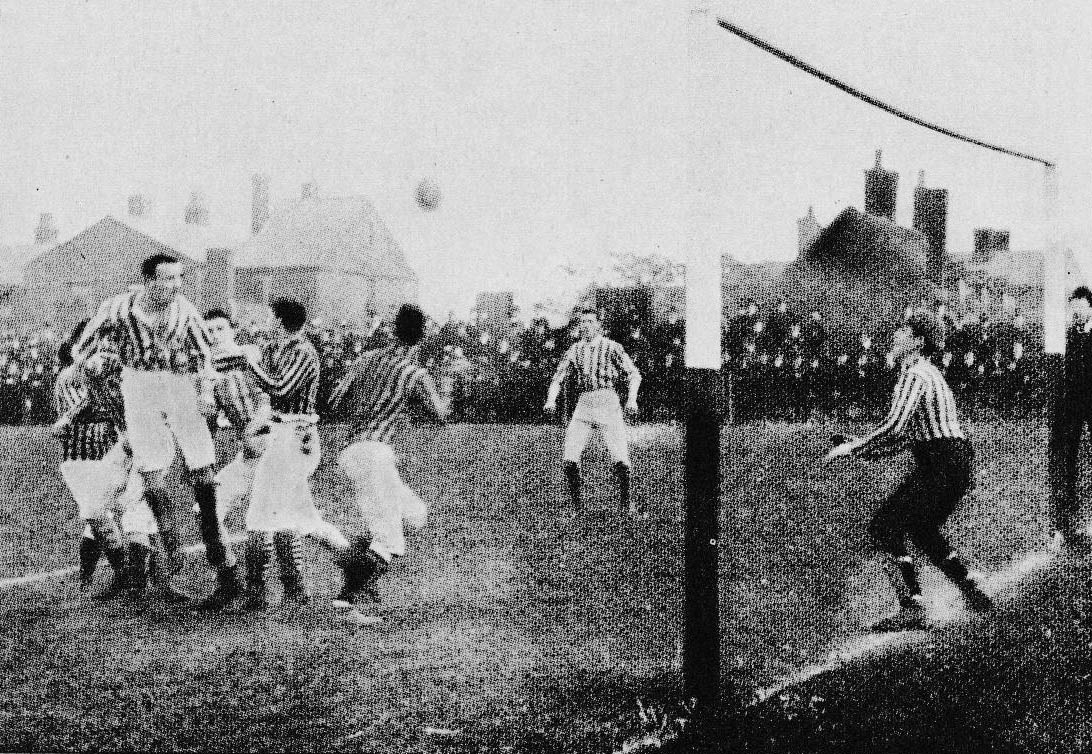
Szene aus dem FA-Cup-Endspiel (1887).

Der FA Cup 1886/87 war die 16. Austragung des The Football Association Challenge Cup (meist als FA Cup bekannt). Die Pokalsaison begann mit 132 Vereinen, wurde letztlich jedoch nur von 128 Vereinen real ausgespielt.
Der Pokalwettbewerb startete am 9. Oktober 1886 mit der ersten Runde und endete mit dem Finalspiel im Kennington Oval in London am 2. April 1887 vor einer Kulisse von etwa 15.500 Zuschauern. Sieger des Wettbewerbs wurde zum ersten Mal Aston Villa. Unterlegener Finalist war wie im Vorjahr West Bromwich Albion.

## Wettbewerb

### Erste Runde
| Datum             |                                  | Ergebnis |                         |
| ----------------- | -------------------------------- | -------- | ----------------------- |
| 9. Oktober 1886   | Blackburn Park Road              | 2:2      | Cliftonville FC         |
| 16. Oktober 1886  | FC Bootle                        | 2:4      | FC Great Lever          |
| 16. Oktober 1886  | Third Lanark                     | 5:0      | Higher Walton           |
| 23. Oktober 1886  | Astley Bridge                    | 3:3      | Burnley                 |
| 23. Oktober 1886  | Blackburn Olympic                | 1:3      | Partick Thistle         |
| 23. Oktober 1886  | FC Chirk                         | 8:1      | Hartford St John’s      |
| 23. Oktober 1886  | FC Clapton                       | 0:5      | Crusaders FC            |
| 23. Oktober 1886  | Darwen Old Wanderers             | 1:4      | FC Cowlairs             |
| 23. Oktober 1886  | FC Hotspur                       | 3:1      | Luton Town              |
| 23. Oktober 1886  | FC Leek                          | 2:1      | FC Druids               |
| 23. Oktober 1886  | Lincoln Lindum                   | 0:1      | Grantham Town           |
| 23. Oktober 1886  | Old Carthusians                  | 2:1      | FC Reading              |
| 23. Oktober 1886  | Oswaldtwistle Rovers             | 2:3      | FC Witton               |
| 23. Oktober 1886  | FC Rochester                     | 0:2      | FC Marlow               |
| 23. Oktober 1886  | FC Swifts                        | 13:00    | Luton Wanderers         |
| 23. Oktober 1886  | Swindon Town                     | 1:0      | Watford Rovers          |
| 23. Oktober 1886  | Upton Park FC                    | 9:0      | 1st Surrey Rifles FC    |
| 23. Oktober 1886  | Wrexham Olympic                  | 1:4      | Crewe Alexandra         |
| 30. Oktober 1886  | Aston Unity                      | 1:4      | Derby County            |
| 30. Oktober 1886  | Aston Villa                      | 13:00    | Wednesbury Old Athletic |
| 30. Oktober 1886  | Birmingham Excelsior             | 3:3      | Derby Midland           |
| 30. Oktober 1886  | Bishop Auckland Church Institute | 0:1      | FC Middlesbrough        |
| 30. Oktober 1886  | FC Bollington                    | 2:8      | FC Oswestry             |
| 30. Oktober 1886  | Bolton Wanderers                 | 5:3      | FC South Shore          |
| 30. Oktober 1886  | Burslem Port Vale                | 1:1      | FC Davenham             |
| 30. Oktober 1886  | Burton Swifts                    | 0:1      | Crosswell’s Brewery     |
| 30. Oktober 1886  | Casuals FC                       | 2:4      | FC Dulwich              |
| 30. Oktober 1886  | FC Chesham                       | 4:2      | FC Lyndhurst            |
| 30. Oktober 1886  | FC Church                        | 1:1      | FC Rawtenstall          |
| 30. Oktober 1886  | Clapham Rovers                   | 0:6      | Old Brightonians        |
| 30. Oktober 1886  | Cleethorpes Town                 | 2:1      | Mellors Limited         |
| 30. Oktober 1886  | FC Darwen                        | 7:1      | Heart of Midlothian     |
| 30. Oktober 1886  | Derby St. Luke’s                 | 3:3      | Walsall Town            |
| 30. Oktober 1886  | Fleetwood Rangers                | 2:2      | Newton Heath            |
| 30. Oktober 1886  | FC Goldenhill                    | [1]4:2   | Macclesfield Town       |
| 30. Oktober 1886  | FC Hendon                        | 1:2      | London Caledonians      |
| 30. Oktober 1886  | FC Horncastle                    | 2:0      | FC Darlington           |
| 30. Oktober 1886  | Lockwood Brothers                | 1:0      | Long Eaton Rangers      |
| 30. Oktober 1886  | Northwich Victoria               | 10:00    | Furness Vale Rovers     |
| 30. Oktober 1886  | Nottingham Forest                | 3:0      | Notts Olympic           |
| 30. Oktober 1886  | Notts County                     | 13:00    | Basford Rovers          |
| 30. Oktober 1886  | Old Etonians                     | 1:0      | Royal Engineers AFC     |
| 30. Oktober 1886  | Old Harrovians FC                | 0:4      | Old Westminsters        |
| 30. Oktober 1886  | Old Wykehamists                  | 3:0      | Hanover United          |
| 30. Oktober 1886  | FC Queen’s Park                  | 0:3      | Preston North End       |
| 30. Oktober 1886  | FC Redcar                        | 4:0      | Tyne Association        |
| 30. Oktober 1886  | FC Renton                        | 1:0      | FC Accrington           |
| 30. Oktober 1886  | FC Sheffield                     | 0:3      | Notts Rangers           |
| 30. Oktober 1886  | Sheffield Heeley                 | 1:4      | Grimsby Town            |
| 30. Oktober 1886  | Small Heath Alliance             | 1:3      | Mitchell’s St. George’s |
| 30. Oktober 1886  | FC South Bank                    | 0:4      | Gainsborough Trinity    |
| 30. Oktober 1886  | FC South Reading                 | 0:2      | FC Maidenhead           |
| 30. Oktober 1886  | FC Staveley                      | 7:0      | FC Attercliffe          |
| 30. Oktober 1886  | FC Stoke                         | 10:10    | Caernarvon Wanderers    |
| 30. Oktober 1886  | AFC Sunderland                   | [1]2:1   | Newcastle West End      |
| 30. Oktober 1886  | Wellington St. George’s          | 0:1      | Derby Junction          |
| 30. Oktober 1886  | West Bromwich Albion             | 6:0      | Burton Wanderers        |
| 30. Oktober 1886  | Wolverhampton Wanderers          | 6:0      | Matlock Town            |
| nicht ausgetragen | Blackburn Rovers                 |          | FC Halliwell            |
| nicht ausgetragen | FC Chatham                       |          | Bournemouth Rovers      |
| nicht ausgetragen | Old Foresters FC                 |          | FC Cannon               |
| nicht ausgetragen | Glasgow Rangers                  |          | FC Everton              |

#### Wiederholungsspiele
| Datum             |                    | Ergebnis |                      |
| ----------------- | ------------------ | -------- | -------------------- |
| 23. Oktober 1886  | Cliftonville FC    | 7:2      | Blackburn Park Road  |
| 30. Oktober 1886  | FC Burnley         | 2:2      | Astley Bridge        |
| 13. November 1886 | Burslem Port Vale  | 3:0      | FC Davenham          |
| 13. November 1886 | Derby Midland      | 2:1      | Birmingham Excelsior |
| 13. November 1886 | Macclesfield Town  | 2:3      | FC Goldenhill        |
| 13. November 1886 | Newcastle West End | 1:0      | AFC Sunderland       |
| 13. November 1886 | FC Rawtenstall     | 1:7      | FC Church            |
| 13. November 1886 | Walsall Town       | 6:1      | Derby St. Luke’s     |

### Zweite Runde
| Datum             |                         | Ergebnis |                         |
| ----------------- | ----------------------- | -------- | ----------------------- |
| 13. November 1886 | FC Great Lever          | 1:3      | Cliftonville FC         |
| 13. November 1886 | Northwich Victoria      | 0:0      | FC Chirk                |
| 13. November 1886 | Nottingham Forest       | 2:2      | Grimsby Town            |
| 13. November 1886 | Notts County            | 3:3      | Notts Rangers           |
| 13. November 1886 | Old Carthusians         | 4:2      | Crusaders FC            |
| 13. November 1886 | Preston North End       | 6:0      | FC Witton               |
| 13. November 1886 | Third Lanark            | 2:3      | Bolton Wanderers        |
| 13. November 1886 | Wolverhampton Wanderers | 14:00    | Crosswell’s Brewery     |
| 16. November 1886 | Old Brightonians        | 1:1      | Old Westminsters        |
| 20. November 1886 | Aston Villa             | 6:1      | Derby Midland           |
| 20. November 1886 | FC Chatham              | 1:0      | FC Hotspur              |
| 20. November 1886 | FC Chesham              | 1:7      | Old Etonians            |
| 20. November 1886 | FC Chester              | [1]1:0   | FC Goldenhill           |
| 20. November 1886 | Cleethorpes Town        | 1:4      | Lockwood Brothers       |
| 20. November 1886 | Crewe Alexandra         | 6:4      | FC Stoke                |
| 20. November 1886 | Derby County            | 1:2      | Mitchell’s St. George’s |
| 20. November 1886 | Grantham Town           | 3:2      | FC Redcar               |
| 20. November 1886 | FC Leek                 | 4:2      | FC Oswestry             |
| 20. November 1886 | FC Maidenhead           | 2:3      | FC Dulwich              |
| 20. November 1886 | FC Marlow               | 4:0      | Upton Park FC           |
| 20. November 1886 | FC Middlesbrough        | 1:1      | Lincoln City            |
| 20. November 1886 | Newcastle West End      | 2:6      | Gainsborough Trinity    |
| 20. November 1886 | Old Wykehamists         | 0:1      | London Caledonians      |
| 20. November 1886 | Partick Thistle         | 7:0      | Fleetwood Rangers       |
| 20. November 1886 | Glasgow Rangers         | 2:1      | FC Church               |
| 20. November 1886 | FC Renton               | 2:2      | Blackburn Rovers        |
| 20. November 1886 | FC Rossendale           | 02:10    | FC Cowlairs             |
| 20. November 1886 | FC Staveley             | 4:0      | Rotherham Town          |
| 20. November 1886 | FC Swifts               | 7:1      | Swindon Town            |
| 20. November 1886 | West Bromwich Albion    | 2:1      | Derby Junction          |

#### Wiederholungsspiele
| Datum             |                  | Ergebnis |                    |
| ----------------- | ---------------- | -------- | ------------------ |
| 20. November 1886 | FC Chirk         | 3:0      | Northwich Victoria |
| 20. November 1886 | Grimsby Town     | 0:1      | Nottingham Forest  |
| 20. November 1886 | Notts County     | 5:0      | Notts Rangers      |
| 20. November 1886 | Old Westminsters | 3:0      | Old Brightonians   |
| 27. November 1886 | Lincoln City     | 2:0      | Middlesbrough      |
| 4. Dezember 1886  | Blackburn Rovers | 0:2      | FC Renton          |

### Dritte Runde
| Datum             |                      | Ergebnis |                         |
| ----------------- | -------------------- | -------- | ----------------------- |
| 4. Dezember 1886  | Cliftonville FC      | 00:11    | Partick Thistle         |
| 4. Dezember 1886  | Glasgow Rangers      | 3:2      | FC Cowlairs             |
| 9. Dezember 1886  | FC Horncastle        | 2:0      | Grantham Town           |
| 11. Dezember 1886 | Aston Villa          | 2:2      | Wolverhampton Wanderers |
| 11. Dezember 1886 | FC Chatham           | 1:4      | Old Foresters FC        |
| 11. Dezember 1886 | FC Chirk             | 0:0      | FC Goldenhill           |
| 11. Dezember 1886 | FC Darwen            | 4:3      | Bolton Wanderers        |
| 11. Dezember 1886 | Gainsborough Trinity | 2:2      | Lincoln City            |
| 11. Dezember 1886 | FC Leek              | 2:2      | Burslem Port Vale       |
| 11. Dezember 1886 | Lockwood Brothers    | 2:1      | Nottingham Forest       |
| 11. Dezember 1886 | FC Marlow            | 3:0      | FC Dulwich              |
| 11. Dezember 1886 | Old Carthusians      | 0:0      | London Caledonians      |
| 11. Dezember 1886 | Old Etonians         | 0:3      | Old Westminsters        |
| 11. Dezember 1886 | FC Renton            | 0:2      | Preston North End       |
| 11. Dezember 1886 | FC Staveley          | 0:3      | Notts County            |
| 11. Dezember 1886 | Walsall Town         | 2:7      | Mitchell’s St. George’s |
| nicht ausgetragen | Old Carthusians      |          | London Caledonians      |
| Freilos           | Crewe Alexandra      |          |                         |
| Freilos           | FC Swifts            |          |                         |
| Freilos           | West Bromwich Albion |          |                         |

#### Wiederholungsspiele
| Datum             |                         | Ergebnis |                         |
| ----------------- | ----------------------- | -------- | ----------------------- |
| 15. Januar 1887   | Wolverhampton Wanderers | 1:1      | Aston Villa             |
| 20. Januar 1887   | Burslem Port Vale       | 1:3      | FC Leek                 |
| 22. Januar 1887   | Wolverhampton Wanderers | 3:3      | Aston Villa             |
| 24. Januar 1887   | Lincoln City            | 1:0      | Gainsborough Trinity    |
| 29. Januar 1887   | Aston Villa             | 2:0      | Wolverhampton Wanderers |
| nicht ausgetragen | FC Chirk                |          | FC Goldenhill           |

### Vierte Runde
| Datum           |                         | Ergebnis |                      |
| --------------- | ----------------------- | -------- | -------------------- |
| 15. Januar 1887 | Mitchell’s St. George’s | 0:1      | West Bromwich Albion |
| 15. Januar 1887 | FC Swifts               | 0:2      | Old Foresters FC     |
| 29. Januar 1887 | Crewe Alexandra         | 0:1      | FC Leek              |
| Freilos         | Aston Villa             |          |                      |
| Freilos         | FC Chirk                |          |                      |
| Freilos         | FC Darwen               |          |                      |
| Freilos         | FC Horncastle           |          |                      |
| Freilos         | Lincoln City            |          |                      |
| Freilos         | Lockwood Brothers       |          |                      |
| Freilos         | FC Marlow               |          |                      |
| Freilos         | Notts County            |          |                      |
| Freilos         | Old Carthusians         |          |                      |
| Freilos         | Old Westminsters        |          |                      |
| Freilos         | Partick Thistle         |          |                      |
| Freilos         | Preston North End       |          |                      |
| Freilos         | Glasgow Rangers         |          |                      |

### Fünfte Runde
| Datum           |                   | Ergebnis |                      |
| --------------- | ----------------- | -------- | -------------------- |
| 22. Januar 1887 | FC Chirk          | 1:2      | FC Darwen            |
| 29. Januar 1887 | Lockwood Brothers | [1]0:1   | West Bromwich Albion |
| 29. Januar 1887 | Notts County      | 5:2      | Marlow               |
| 29. Januar 1887 | Old Foresters FC  | 0:3      | Preston North End    |
| 29. Januar 1887 | Old Westminsters  | 1:0      | Partick Thistle      |
| 29. Januar 1887 | Glasgow Rangers   | 3:0      | Lincoln City         |
| 5. Februar 1887 | Aston Villa       | 5:0      | FC Horncastle        |
| 5. Februar 1887 | FC Leek           | 0:2      | Old Carthusians      |

#### Wiederholungsspiel
| Datum            |                      | Ergebnis |                   |
| ---------------- | -------------------- | -------- | ----------------- |
| 12. Februar 1887 | West Bromwich Albion | 2:1      | Lockwood Brothers |

### Sechste Runde
| Datum            |                 | Ergebnis |                      |
| ---------------- | --------------- | -------- | -------------------- |
| 12. Februar 1887 | Aston Villa     | 3:2      | FC Darwen            |
| 19. Februar 1887 | Notts County    | 1:4      | West Bromwich Albion |
| 19. Februar 1887 | Glasgow Rangers | 5:1      | Old Westminsters FC  |
| 2. März 1887     | Old Carthusians | 1:2      | Preston North End    |

### Halbfinale
Die beiden Spiele wurden am 5. März 1887 ausgetragen.
|                      | Ergebnis |                   | Ort        |
| -------------------- | -------- | ----------------- | ---------- |
| Aston Villa          | 3:1      | Glasgow Rangers   | Crewe      |
| West Bromwich Albion | 3:1      | Preston North End | Nottingham |

### Finale
| Aston Villa                                        | Aston Villa | West Bromwich Albion | West Bromwich Albion |
| -------------------------------------------------- | --- | --- | -------------------- |
| Aston Villa                                        | \| Finale \| \| Samstag, 2. April 1887 in London (Kennington Oval) \| \| Ergebnis: 2:0 \| \| Zuschauer: 15.500 \| \| Schiedsrichter: Major Francis Marindin \| \| Spielbericht \| | \| Finale \| \| Samstag, 2. April 1887 in London (Kennington Oval) \| \| Ergebnis: 2:0 \| \| Zuschauer: 15.500 \| \| Schiedsrichter: Major Francis Marindin \| \| Spielbericht \| | West Bromwich Albion |
| Aston Villa                                        | Jimmy Warner – Frank Coulton, Joseph Simmonds – John Burton, Harry Yates, Frankie Dawson – Richmond Davis, Albert Brown, Archie Hunter, Howard Vaughton, Dennis Hodgetts          | Bob Roberts – Harry Green, Albert Aldridge – Ezra Horton, Charlie Perry, George Timmins – George Woodhall, Tommy Green, Jem Bayliss, Jack Paddock, Tom Pearson                    | West Bromwich Albion |
| Aston Villa                                        | Archie Hunter Dennis Hodgetts | | West Bromwich Albion |
| Finale                                             | | |                      |
| Samstag, 2. April 1887 in London (Kennington Oval) | | |                      |
| Ergebnis: 2:0                                      | | |                      |
| Zuschauer: 15.500                                  | | |                      |
| Schiedsrichter: Major Francis Marindin             | | |                      |
| Spielbericht                                       | | |                      |